# Хладокомбинат № 3
Хладокомбинат № 3 — предприятие-производитель мороженого в Екатеринбурге мощностью 50 тонн готовой продукции в сутки.
Построено в 1968 году как база-холодильник для скоропортящихся продуктов. В 1974 году пущена фабрика мороженого, изготовлены первые 2 тонны порционного мороженого. В 1985 году освоено производство вафельных брикетов и эскимо. В 1986 году запатентовано цветное мороженое «Снежана».
В 1998 году установлена специализированная линия по производству эскимо, в том же году начат выпуск мороженого в вафельном рожке и йогуртного мороженого в пластиковом стаканчике. В 2005 году, в связи с принятием национального стандарта, разработана серия мороженого под маркой «ГОСТОВский пломбир».